# Municipio de Wilson (Carolina del Norte)
El municipio de Wilson (en inglés: Wilson Township) es un municipio ubicado en el  condado de Wilson en el estado estadounidense de Carolina del Norte. En el año 2010 tenía una población de 42.775 habitantes.

## Geografía
El municipio de Wilson se encuentra ubicado en las coordenadas 35°43′36.57″N 77°54′55.94″O / 35.7268250, -77.9155389.